# 费尔斯莫尔德
费尔斯莫尔德（德語：['fɛʁsmɔlt] ⓘ）是德国北莱茵-威斯特法伦州的一个市镇。总面积85.44平方公里，总人口20943人，其中男性10405人，女性10538人（2011年12月31日），人口密度245人/平方公里。